# CLC International
CLC International es una casa editorial y una red internacional de  librerías  cristianas evangélicas. Su sede está en Sheffield, Reino Unido.

## Historia
Ken Adams y su esposa Bessie abrieron su primera librería "The Evangelical Publishing House" en 1939 en Colchester en el Reino Unido. Con la ayuda del respaldo financiero, fundaron CLC en 1941. En 1947, abrieron una sucursal en Rochester (Nueva York), en los Estados Unidos. En 2023, CLC tenía 110 librerías en 40 países de todo el mundo.